# 6876 Beppeforti
6876 Beppeforti è un asteroide della fascia principale. Scoperto nel 1994, presenta un'orbita caratterizzata da un semiasse maggiore pari a 2,2857717 UA e da un'eccentricità di 0,1442049, inclinata di 6,19383° rispetto all'eclittica.
L'asteroide è dedicato all'astronomo italiano Giuseppe Forti.